# Фильтр-пресс

Фильтр-прессы мануфактуры Джонсона, 1884 г.

Фильтр-пресс — аппарат периодического действия для разделения под давлением жидких неоднородных систем (суспензий, пульп) на жидкую фазу (фильтрат) и твердую фазу (осадок, кек). Фильтр-прессы применяются для фильтрования широкого класса суспензий, а также пригодны для разделения суспензий с небольшой концентрацией твердых частиц и суспензий с повышенной температурой, охлаждение которых недопустимо вследствие выпадения кристаллов из жидкости.

## Принцип действия
Движущей силой процесса фильтрования является напор подаваемой в аппарат суспензии. Суспензия под давлением поступает внутрь пакета плотно сжатых фильтровальных плит (плит и рам). Плиты обтягиваются фильтровальной тканью. Частицы твердой фазы задерживаются на поверхности фильтровального полотна, а жидкая фаза свободно проникает через мелкие поры фильтроткани и далее через систему каналов выводится из фильтра.

## История

Фильтр-пресс Энзингера, 1888 год

Первые фильтр-прессы появились в Англии и США в середине XIX века. Одно из первых успешных применений фильтр-прессов в промышленности — очистные сооружения сахарного завода в Вустере (штат Массачусетс, США в 1898-1917 года. До начала 1970-х фильтр-прессы не могли обходиться без применения тяжелого физического труда, что делало их малоэффективными по сравнению с вакуум-фильтрами. Определенный прогресс в механизации и автоматизации позволил создать системы раздвижки плит, выгрузки осадка, промывки и регенерации фильтроткани. Фильтр-прессы широко применяются как в промышленности, так и в коммунальном хозяйстве.
С 1888 года (официальная дата изобретения фильтр-пресса — 27 ноября) в мире было зарегистрировано более 400 патентов на фильтр-прессы и элементы их конструкции. Основная масса изобретений касается устройства пакета фильтровальных элементов — рам и плит.
С конца 1950-х годов можно отсчитывать новый этап в истории и технологии фильтр-прессов. Бурное развитие индустрии пластмасс привело к созданию конструкционных термопластов, пригодных для использования в качестве материала пластин и плит. В настоящее время для производства фильтровальных плит в основном применяются полипропилен (PP), поливинилиденфторид (PVDF), этилен-пропилен-диен-метилен (EPDM, СКЭПТ, этилен-пропиленовый каучук). Их применение оправдано уникальным сочетание их качеств: механическая прочность, малый вес, химическая стойкость.
Первоначально зажим и раздвижка плит на фильтр-прессе осуществлялся с помощью механического винта вручную. Далее вместо ручного привода стал использоваться электромеханический привод. Но у системы зажима плит винтом был один существенный недостаток — низкое давление фильтрации, не более 0,6 МПа. Во второй половине XX века в конструкции фильтр-пресса появился объёмный гидравлический привод, ситуация изменилась, стала возможной фильтрация при давлении до 3,0 МПа. Также был механизирован и автоматизирован процесс раздвижки фильтровальных плит (рам), съёма осадка, регенерации фильтровальной ткани.
Но настоящую революцию пережили фильтр-прессы с созданием в середине 1960-х годов фильтровальных плит с отжимной мембраной (диафрагмой). Мембраны значительно расширяют возможности фильтр-пресса. Принцип их действия таков: мембраны под действием давления (жидкости или газа) вздуваются, объем фильтровальных камер уменьшается и осадок под действием давления сжимается, поры в осадке сокращаются, из-за чего происходит дополнительное выделение жидкой фазы из осадка.

## Основные параметры
- Площадь поверхности фильтрования у современных фильтр-прессов может достигать значения более 1200 м²
- Объем фильтровальных камер у современных фильтр-прессов может достигать значения более 30 м³
- Толщина осадка от 5 до 50 мм
- Размеры фильтровальных плит, мм: 200х200, 250х250, 300х300, 350х350, 400х400, 450х450, 470х470, 500х500, 630х630, 660x660, 700х700, 711x711, 800х800, 810x590, 815х815, 900х900, 914x914, 930x930, 1000х1000, 1048x1048, 1067x1067, 1092x1092, 1170x865, 1200х1200, 1210x1210, 1250х1250, 1300x1000, 1300х1300, 1320x1320, 1450x1450, 1500х1500, 1600x1600, 1700х1700, 1900x1300, 2000х1500, 2000х2000, 3000х2500, 4000х1700, 4000х2000, 4000х4000, φ800, φ1000 и др.
- Рабочая температура от — 20 до + 150 °C
- Давление фильтрования до 3,0 МПа.
- Давление прессования (отжима) осадка до 6,0 МПа.

## Классификация фильтр-прессов

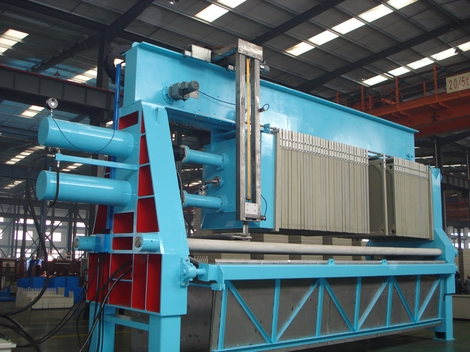
Автоматический фильтр-пресс с верхней подвеской плит, 2008 г.

### По типу фильтровального пакета
- Рамный фильтр-пресс
- Камерный фильтр-пресс
- Мембранный фильтр-пресс
- Камерно-мембранный фильтр-пресс
- Рамно-мембранный фильтр-пресс

### По типу привода
- С ручным приводом
- С электромеханическим приводом
- С электрогидравлическим приводом

### По типу подвески плит
- С боковой подвеской плит
- С верхней подвеской плит

### По расположению плит
- Горизонтальный фильтр-пресс
- Вертикальный (башенный) фильтр-пресс

### По типу отвода фильтрата
- С открытым отводом фильтрата
- С закрытым отводом фильтрата